# Woodside (California)
Woodside es un pueblo del condado de San Mateo, en el estado de California (Estados Unidos). Según el censo de 2000 tenía una población de 5.352, y en 2005 contaba con 5.463 habitantes.

## Demografía
| 5,514                      | 5,490 | 5,440 | 5,422 | 5,425 | 5,463 |
| (Fuente: [cita requerida]) |       |       |       |       |       |

## Educación
Las escuelas primarias y medias públicas del Distrito Escolar de Redwood City sirven una parte de la ciudad.

La Biblioteca del Condado de San Mateo tiene la Biblioteca de Woodside.